# Cidlina (district de Třebíč)
Pour les articles homonymes, voir Cidlina.
Cidlina (en allemand : Zidlin) est une commune du district de Třebíč, dans la région de Vysočina, en République tchèque. Sa population s'élevait à 84 habitants en 2020.

## Géographie
Cidlina se trouve à 11 km au nord-ouest de Moravské Budějovice, à 15 km au sud-ouest de Třebíč, à 32 km au sud-sud-est de Jihlava et à 142 km à l'est-sud-est de Prague.

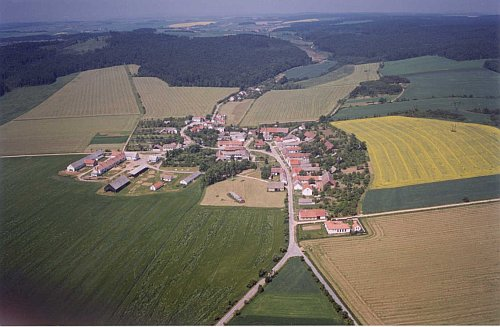
Cidlina : vue aérienne oblique.

La commune est limitée par Štěměchy au nord, par Římov au nord-est, par Čáslavice et Babice à l'est, par Lesonice au sud, et par Želetava à l'ouest.

## Histoire
La première mention écrite de la localité date de 1358.

## Transports
Par la route, Číhalín se trouve à 13 km de Moravské Budějovice, à 20 km de Třebíč, à 36 km de Jihlava et à 167 km de Prague.